# Scarlet Spencer
Scarlet Sofia Spencer (* 28. Februar 2007 in Lynnwood, Washington) ist eine US-amerikanische Kinderdarstellerin.

## Karriere
Spencer trat ab 2014 als Schauspielerin in Erscheinung und war vor allem in Serien zu sehen. So hatte sie in Folgen von Awkward – Mein sogenanntes Leben und Black-ish Auftritte. Ab 2018 spielte sie die Hauptrolle der Ivy in der Comedy-Fernsehserie Cousins fürs Leben. 2020 war sie in einer Hauptrolle in der Netflixserie #blackAF als „Izzy“, die Tochter von Kenya Barris, zu sehen.

## Filmographie (Auswahl)
- 2016: Awkward – Mein sogenanntes Leben (Awkward., Fernsehserie, eine Folge)
- 2017: Black-ish (Fernsehserie, eine Folge)
- 2017: Bright
- 2018–2019: Cousins fürs Leben (Cousins for Life, Fernsehserie, 20 Folgen)
- 2018: Shameless (Fernsehserie, 3 Folgen)
- 2020: Promising Young Woman
- 2020: #blackAF (Fernsehserie, 8 Folgen)